# Gran Premio motociclistico dell'Ulster 1967
Il Gran Premio motociclistico dell'Ulster fu il decimo appuntamento del motomondiale 1967.
Si svolse sabato 19 agosto 1967 a Dundrod e vi corsero le classi 125, 250, 350 e 500.
Prima gara in programma quella della 350, con Mike Hailwood già sicuro del titolo che non prese neppure il via, lasciando la vittoria a Giacomo Agostini su MV Agusta per il quale fu invece il primo successo dell'anno in questa classe. Lo stesso pilota britannico vinse però nella classe 500 e nella 250 su Honda; l'ultima gara, quella della 125 fu invece appannaggio di Bill Ivy sulla Yamaha.

## Classe 500
Furono 37 i piloti alla partenza, e di essi 22 vennero classificati al traguardo.

### Arrivati al traguardo (prime 20 posizioni)
| Pos. | Pilota           | Moto       | Tempo      | Punti |
| ---- | ---------------- | ---------- | ---------- | ----- |
| 1    | Mike Hailwood    | Honda      | 1h 04:43.4 | 8     |
| 2    | John Hartle      | Matchless  | +2:24.4    | 6     |
| 3    | Jack Findlay     | Matchless  | +3:11.2    | 4     |
| 4    | John Blanchard   | Seeley-URS | +3:28.4    | 3     |
| 5    | Steve Spencer    | Norton     | +3:34.0    | 2     |
| 6    | John Cooper      | Norton     | +3:57.4    | 1     |
| 7    | Gyula Marsovszky | Matchless  |            |       |
| 8    | Rodney Gould     | Norton     |            |       |
| 9    | Dave Degens      | Matchless  |            |       |
| 10   | William McCosh   | Matchless  |            |       |
| 11   | Denis Gallagher  | Matchless  |            |       |
| 12   | Derek Lee        | Matchless  |            |       |
| 13   | Cecil Crawford   | Norton     |            |       |
| 14   | Kel Carruthers   | Metisse    |            |       |
| 15   | Bosse Granath    | Matchless  |            |       |
| 16   | Robert Steele    | Matchless  |            |       |
| 17   | Ron Wilson       | Norton     |            |       |
| 18   | Ernst Weiss      | Matchless  |            |       |
| 19   | Ken Kay          | Matchless  |            |       |
| 20   | Giacomo Agostini | MV Agusta  |            |       |

## Classe 350
Tra i ritirati della corsa Fred Stevens e Derek Woodman.

### Arrivati al traguardo (posizioni a punti)
| Pos. | Pilota            | Moto      | Tempo      | Punti |
| ---- | ----------------- | --------- | ---------- | ----- |
| 1    | Giacomo Agostini  | MV Agusta | 1h 4'27" 4 | 8     |
| 2    | Ralph Bryans      | Honda     |            | 6     |
| 3    | Heinz Rosner      | MZ        |            | 4     |
| 4    | Kelvin Carruthers | Metisse   |            | 3     |
| 5    | Brian Steenson    | Aermacchi |            | 2     |
| 6    | Ian McGregor      | Honda     |            | 1     |

## Classe 250
Tra i ritirati vi fu Phil Read che perdette anche la testa della classifica iridata.

### Arrivati al traguardo (posizioni a punti)
| Pos. | Pilota           | Moto      | Tempo       | Punti |
| ---- | ---------------- | --------- | ----------- | ----- |
| 1    | Mike Hailwood    | Honda     | 1h 03' 30.2 | 8     |
| 2    | Ralph Bryans     | Honda     | + 35" 8     | 6     |
| 3    | Bill Ivy         | Yamaha    | + 1'01" 4   | 4     |
| 4    | Derek Woodman    | MZ        | + 1 giro    | 3     |
| 5    | Brian Steenson   | Aermacchi | + 1 giro    | 2     |
| 6    | Gyula Marsovszky | Bultaco   | + 1 giro    | 1     |

## Classe 125

### Arrivati al traguardo (posizioni a punti)
| Pos. | Pilota         | Moto    | Tempo     | Punti |
| ---- | -------------- | ------- | --------- | ----- |
| 1    | Bill Ivy       | Yamaha  | 51' 30" 2 | 8     |
| 2    | Phil Read      | Yamaha  |           | 6     |
| 3    | Stuart Graham  | Suzuki  |           | 4     |
| 4    | Kel Carruthers | Honda   |           | 3     |
| 5    | Kevin Cass     | Bultaco |           | 2     |
| 6    | Ginger Molloy  | Bultaco |           | 1     |